# جيكا-تابي
جيكا-تابي (باليابانية 地下足袋 وتعني تابي الذي يتلامس مع الأرض) هو نوع من لباس القدم الخارجي الذي يلبس في اليابان. وقد اختُرع هذا الحذاء في القرن العشرين.
وكذلك تعرف خارج اليابان باسم "أحذية تابي"، إذ صُمِّمت هذه الأحذية على غرار جوارب تابي، الجوارب اليابانية التقليدية منقسمة أصابع القدم. ومثل جوارب تابي، أحذية جيكا-تابي لها منطقة منقسمة الأصابع لتكون نظريًّا قابلة للارتداء على ملبوسات القدم ذات السيور سهلة الارتداء، ولكن هذه الأحذية مخصصة للمهام الشاقة وتشبه الأحذية طويلة الرقبة أو ما يعرف بالجزمة.
توكوجيرو إيشيباشي، شقيق شوجيرو إيشيباشي مؤسس شركة إطارات السيارات الكبرى بريدجستون، هو من ينسب إليه الفضل في اختراع هذه الأحذية.

## في اليابان
ولأن هذه الأحذية صنعت من مواد ثقيلة وقاسية وعادة ما يكون لها نعل مطاطي، يستخدم أحذية جيكا-تابي عمال البناء والمزارعون والبستانيون ومجتذبو العربات وغيرهم من العمال. 
وبالرغم من أنها استبدلت بالأحذية ذات منطقة أصابع القدم الفولاذية والنعال القاسية في بعض الصناعات، إلا ان بعض العمال يفضلون أحذية جيكا-تابي بسبب نعومة نعالها. وهذا يعطي المرتدون اتصالا متلامسا مع الأرض، وقدرة الإمساك المصاحبة تجعلهم يستخدمون أقدامهم بخفة أكثر مما توجد في الأحذية ذات النعال القاسية. وهذا مفيد للعمال الذين يجتازون العوارض في مواقع البناء ويريدون التأكد مما تحت أقدامهم. النجارون والبستانيون يرتدون هذه الأحذية إذا رغبوا في استعمال أقدامهم كزوج إضافي من الأيدي، مثلا لإحكام الأشياء في أماكنها. وهناك نوع من أحذية جيكا-تابي مطاطي طويل يصل إلى الركبة يستخدمه العاملون في حقول الأرز و/أو البيئات المبللة والموحلة.
وفي الأعوام الأخيرة، مصنعو أحذية جيكا-تابي مثل ماروغو وريكيو قدموا منها الإصدارات ذات أصابع القدم الفولاذية والراتينجات القاسية التي صدق عليها المركز الياباني للسلامة المهنية والموارد الصحية (JOSHRC).
وهناك تغيير على أحذية جيكا-تابي، يدعى ماتسوري تابي (أو تابي الاحتفالات اليابانية)، سمي بهذا الاسم لأنه يُرتدى بشكل أكثر شيوعًا في الأعياد والاحتفالات. ويختلف عن حذاء جيكا-تابي التقليدي فقط بالمزيد من التوسيد في نعله.

## في الدول الأخرى
خارج اليابان، هذه الأحذية متاحة على مواقع التسوق ومحلات أدوات الفنون القتالية، يفضل متدربو فن البوجينكان بودو تايجتسو هذا النوع من الأحذية وخصوصا عند التدريب في الخارج. وهناك أناس آخرون يحبون ارتداءها لأنواع معينة من التمرينات وخصوصًا العِدْو الريفي والمشي والتسلق.
وفي الأعوام الأخيرة، رئيت أحذية جيكا-تابي في إنتاجات أفلام هوليوود. ومن هذه الأفلام الوولفيرين، 47 رونين، الأبطال الستة، ستار تريك (فيلم 2009)، وثور: العالم المظلم.

## وصلات خارجية
- What Are Ninja Shoes? (liveshoes.com.ua, in Russian)